# Halvar Löwenhielm
Carl Gustaf Halvar Löwenhielm, född 4 maj 1887 i Askers församling i Örebro län, död 20 mars 1960 i Danderyds församling i Stockholms län, var en svensk bergsingenjör.
Halvar Löwenhielm tillhörde den adliga ätten Löwenhielm och var son till jägmästaren Engelbrekt Löwenhielm och Carolina Berg. Efter examen från Kungliga Tekniska Högskolan (KTH) 1911 var han gruvmätare i Malmberget 1911–1912, biträdande gruvingenjör vid Filipstads Bergslags gemensamma förvaltning 1913–1915, gruvförvaltare vid Långgruve Bolag och Lövsvedsgr. 1916–1927, chef för SKF Hofors Bruks gruvavdelning 1927–1952 och slutligen verkställande direktör för AB Smålands Taberg från 1953. Han var konstruktör av anrikningsmaskin.
Han gifte sig 1917 med Sara Kjellson (1893–1965), syster till Henry Kjellson och dotter till förste kontoristen Axel Kjellson och Hulda Petterson. De tillhörde släkten Kjellson från Östergötland.